# Murphysboro
Murphysboro és una població dels Estats Units a l'estat d'Illinois. Segons el cens del 2000 tenia 13.295 habitants.

## Demografia
Segons el cens del 2000, Murphysboro tenia 13.295 habitants, 3.704 habitatges, i 2.129 famílies. La densitat de població era de 1.062,8 habitants/km².
Dels 3.704 habitatges en un 26,4% hi vivien nens de menys de 18 anys, en un 39,8% hi vivien parelles casades, en un 14,1% dones solteres, i en un 42,5% no eren unitats familiars. En el 37,1% dels habitatges hi vivien persones soles el 17,8% de les quals corresponia a persones de 65 anys o més que vivien soles. El nombre mitjà de persones vivint en cada habitatge era de 2,2 i el nombre mitjà de persones que vivien en cada família era de 2,91.
Per edats la població es repartia de la següent manera: un 14,7% tenia menys de 18 anys, un 40,6% entre 18 i 24, un 18,5% entre 25 i 44, un 13,8% de 45 a 60 i un 12,5% 65 anys o més.
L'edat mediana era de 23 anys. Per cada 100 dones de 18 o més anys hi havia 103,5 homes.
La renda mediana per habitatge era de 25.551 $ i la renda mediana per família de 34.987 $. Els homes tenien una renda mediana de 28.216 $ mentre que les dones 20.011 $. La renda per capita de la població era de 13.527 $. Aproximadament el 15,8% de les famílies i el 21,3% de la població estaven per davall del llindar de pobresa.

## Poblacions properes
El següent diagrama mostra les poblacions més properes.